# Demetrios von Phaleron

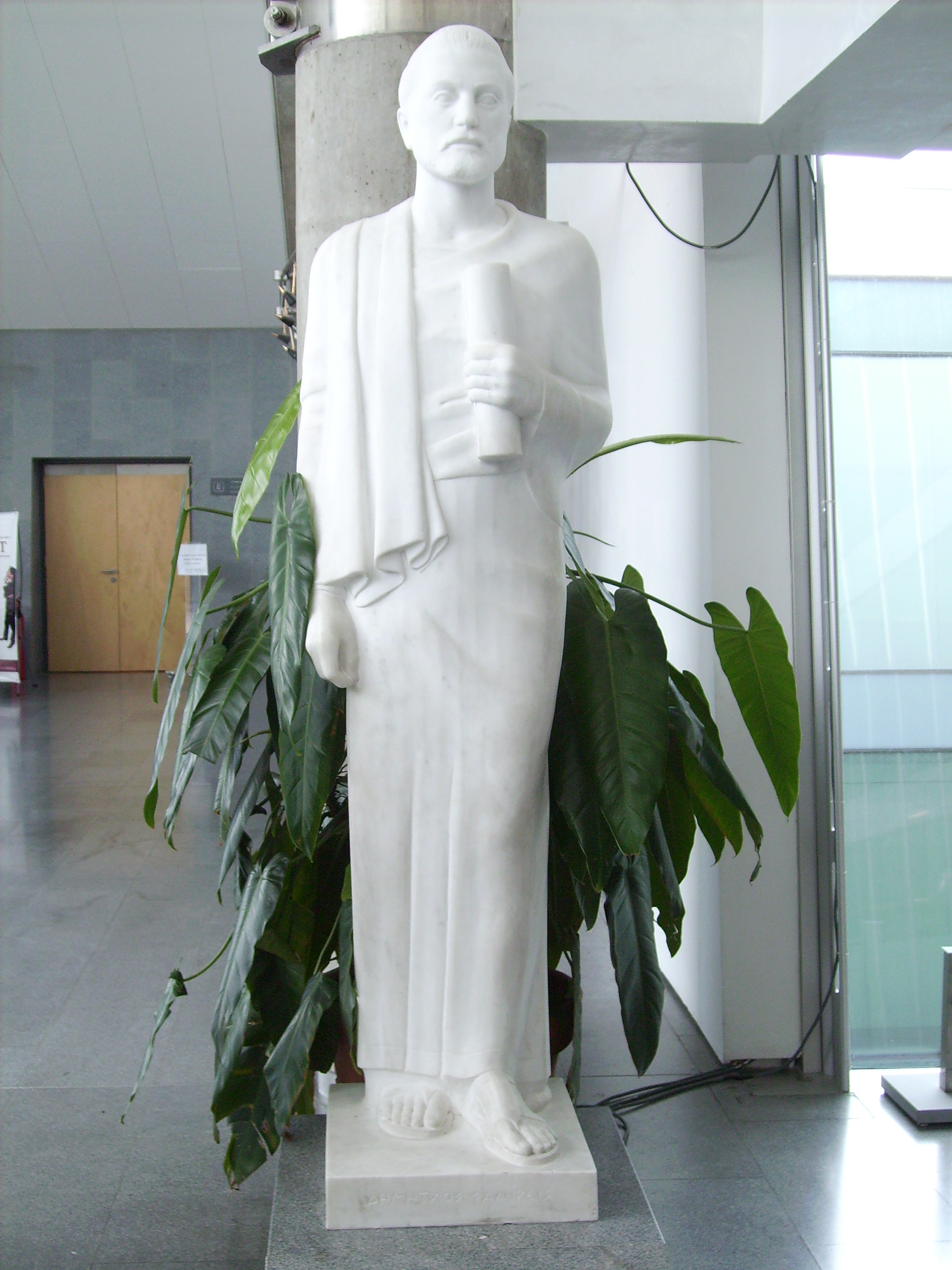
Phantasie-Statue des Demetrios am Eingang der Bibliotheca Alexandrina

Demetrios von Phaleron (griechisch Δημήτριος ὁ Φαληρεύς Dēmḗtrios ho Phalēreús, lateinisch Demetrius Phalereus; * um 360 v. Chr. in Phaleron bei Athen; † um 280 v. Chr. in Oberägypten) war ein antiker griechischer Philosoph, Politiker und Rhetoriker. Er war ein Schüler und Freund des Philosophen Theophrastos von Eresos und ein Vertreter der peripatetischen Schule. Als Vertrauensmann des makedonischen Feldherrn Kassander übte er von 317–307 v. Chr. die Statthalterschaft von Athen aus. In dieser Eigenschaft führte er Neuerungen in der Verwaltung, Wirtschaft und Legislatur der Stadt ein. Das Erscheinen von Demetrios I. Poliorketes vor Athen zwang ihn zur Abdankung. Er begab sich zuerst nach Theben und 297 v. Chr. nach Ägypten, wo er Berater des Königs Ptolemaios I. wurde. Während seines Exils in Ägypten verfasste er auch seine meisten, bis auf Fragmente verlorenen historischen, philosophischen und literaturwissenschaftlichen Schriften. Als Ptolemaios II. 283 v. Chr. an die Regierung gelangte, fiel Demetrios in Ungnade, wurde aufs Land verbannt und starb wenig später, angeblich an einem Schlangenbiss.

## Leben

### Abstammung und frühes Leben
Demetrios von Phaleron war als Sohn des Phanostratos in niedrigem Stand geboren. Er war Schüler des Philosophen und Botanikers Theophrastos von Eresos und blieb auch später dessen Freund, besuchte aber wohl auch die in Athen bis 323 v. Chr. gehaltenen Vorlesungen des Aristoteles. Demetrios schenkte dem Theophrastos einen Garten, der auch ein Musen-Heiligtum und eine Bibliothek beinhaltete. Dieser liegt heute im Nationalgarten in Athen. Auf diesem Grundstück bei Theophrastos lernte Demetrios den späteren Komiker Menander und den Redner Deinarchos kennen, mit denen er sich befreundete.
Erstmals wurde Demetrios 324 v. Chr. politisch aktiv. Als Peripatetiker war er der damals in Athen herrschenden Form der Demokratie abhold. Dagegen bewunderte er die makedonische Monarchie und trat daher der Partei des athenischen Politikers Phokion bei. Nach der Niederlage Athens in der Schlacht von Krannon 322 v. Chr. gehörte er zusammen mit Phokion und dem Redner Demades zu jener ins makedonische Hauptquartier abgeschickten Gesandtschaft, die mit Antipatros und Krateros über die Friedensbedingungen verhandelte. Als die demokratische Partei Athens nach Antipatros’ Tod 319 v. Chr. in der Stadt wieder die Regierung übernahm und über Phokion und dessen Anhänger die Todesstrafe verhängte, konnte Demetrios entkommen. Er zog sich mit vielen Parteigenossen in den Piräus zurück, den Nikanor besetzt hielt. Beim Erscheinen des makedonischen Feldherrn Kassander vor Athen (318 v. Chr.) musste die demokratische Stadtregierung mit ihm Frieden schließen. Bei den hierbei stattfindenden Verhandlungen leistete Demetrios dem Diadochen wichtige Dienste und wurde infolgedessen von Kassander zum Statthalter Athens ernannt.

### Statthalter Athens
Zehn Jahre lang stand Demetrios nun an der Spitze der Verwaltung Athens. Da er von Kassander in seine Position eingesetzt worden war, hatte er keine Befugnis, eigenständige Außenpolitik zu betreiben und beschränkte sich deshalb auf die Kommunalpolitik. Es gelang ihm, die Stadt weitgehend aus den Wirren seiner Zeit herauszuhalten. Auch führte er Neuerungen in der Administration, Wirtschaft und Legislatur ein. Unter anderem dämmte er gesetzlich den Luxus und übertriebenen Aufwand ein, der bisher öfters bei Beerdigungsfeierlichkeiten, Herstellung von Grabmonumenten sowie bei der Veranstaltung von Hochzeiten und Banketten betrieben wurde. Der auf dem Areopag tagende Rat erhielt die Aufgabe, über das religiöse und sittliche Verhalten zu wachen. Demetrios schaffte ferner die bisherige Form der Choregie ab, bei der vermögende Bürger die Ausstattung der dionysischen Agone bezahlen mussten; stattdessen hatte nun ein aus der Staatskasse besoldeter besonderer Beamter (Agonothet) die Agone vorzubereiten und zu leiten. Wahrscheinlich war es auch Demetrios, der die Behörde der sieben Nomophylakes („Gesetzeswächter“) einrichtete oder zumindest deren Aufgabenbereich ausdehnte. Laut dem antiken Historiker Ktesikles führte er ferner eine Volkszählung durch, durch welche die Zahl der erwachsenen Männer aller Klassen der Bevölkerung Attikas ermittelt wurde, wonach es damals 21.000 Bürger, 10.000 Metöken und noch eine wesentlich größere Zahl an Sklaven gab. Inwieweit Demetrios bei seiner legislatorischen Tätigkeit, durch die sich vermögende Bürger begünstigt sahen, von den politischen Theorien des Aristoteles beeinflusst war, wird in der Forschung unterschiedlich beurteilt.
Demetrios’ Verwaltung Athens war insgesamt segensreich für die Stadt. Die jährlichen Staatseinkünfte beliefen sich auf die beträchtliche Summe von 1200 Talenten, und Demetrios, der ein hervorragender Finanzmann war, wirtschaftete mit ihnen vorsichtig. Während seiner Regentschaft sammelten sich bedeutende Überschüsse in der Staatskasse. Doch scheint er große Summen für repräsentative Zwecke ausgegeben zu haben; außerdem finanzierte er viele Projekte zur Verschönerung der Stadt und eine starke Söldnertruppe. 309/308 v. Chr. war er Archon und veranstaltete in dieser Eigenschaft einen prächtigen Festaufzug an den großen Dionysien. Dabei wurde ein von Kastorion zu Ehren des Dionysos gedichtetes Festlied aufgeführt, in dem Demetrios viel Lob erhielt. Viele Athener schätzten Demetrios und sie errichteten ihm zahlreiche Statuen (angeblich 360 – so viele, wie sie Tage im Jahr zählten). Nach seiner Vertreibung (s. u.) soll das wankelmütige Volk alle seine Ehrenstatuen zertrümmert haben bis auf ein Standbild auf der Akropolis.
Duris von Samos und Karystios von Pergamon berichten, dass Demetrios insbesondere während seiner Statthalterschaft Athens sehr ausschweifend gelebt, opulente Symposien veranstaltet und zahlreiche Liebschaften gehabt habe. Hierfür habe er bedeutende Summen aus den reichen Einkünften der Stadt ausgegeben. Doch sind diese Angaben unzuverlässig und wohl deutlich überzogen. Übereinstimmend wird von den antiken Autoren Demetrios’ auffallende Attraktivität hervorgehoben, die er noch durch allerlei Kunstmittel zu heben suchte. So mag nach Abzug der Übertreibungen als historischer Kern übrigbleiben, dass Demetrios im Privaten ein eleganter Lebemann war.
307 v. Chr. erschien Demetrios I. Poliorketes mit einer starken Flotte vor Athen, eroberte den Piräus und ließ durch einen Herold die Befreiung der Stadt verkünden. Demetrios von Phaleron hatte sich inzwischen nach Verlust des Hafens in die Stadt zurückgezogen. Die Zahl seiner politischen Gegner wuchs aber rasch. Der Demos beschloss bereits am nächsten Tag, dass Demetrios von Phaleron eine Gesandtschaft anführen sollte, die mit Demetrios Poliorketes zu verhandeln und die Übergabe Athens zu vermitteln hatte. Poliorketes sprach dem Phalereer seine Hochachtung aus und garantierte, für seine persönliche Sicherheit zu sorgen. Doch Demetrios von Phaleron fühlte sich in Athen nicht mehr sicher und verließ die Stadt.

### Späteres Leben und Tod
Nach dem Weggang aus Athen begab sich Demetrios von Phaleron zunächst nach Theben, lebte hier in Armut und schloss Freundschaft mit dem Kyniker Krates von Theben. Nach Kassandros’ Tod 297 v. Chr. hielt er sich auch in Theben nicht mehr für sicher und zog nach Ägypten, wo er fortan am Hof des Königs Ptolemaios I. wohnte. Er wirkte als Berater des ptolemäischen Herrschers, von dem er ehrenvoll aufgenommen worden war, und leitete die von Ptolemaios eingesetzte Gesetzgebungskommission. Unglaubwürdig sind antike Nachrichten, die Demetrios eine wichtige Rolle bei der Errichtung der Bibliothek von Alexandria zuschreiben. Die meisten seiner Schriften verfasste Demetrios während seines Exils in Ägypten.
Ptolemaios II., der Sohn und Nachfolger von Ptolemaios I., war Demetrios nicht wohlgesonnen. Als er nach dem Tod seines Vaters 283 v. Chr. die Macht in Ägypten übernommen hatte, verwies er Demetrios aus Alexandria und ließ ihn irgendwo auf dem Land in Gewahrsam halten. Dort starb Demetrios angeblich am Biss einer Schlange, entweder auf Anordnung von Ptolemaios II. oder nur zufällig.

## Werke
Demetrios von Phaleron gehörte als Philosoph zur peripatetischen Schule und hinterließ zahlreiche Schriften, von denen aber keine erhalten blieb. Nur wenige Fragmente sind überliefert. Diogenes Laertios liefert im 5. Buch (Kapitel 80 bis 81) seiner Leben und Lehren berühmter Philosophen ein – zerrüttetes und nicht vollständiges – Schriftenverzeichnis des Demetrios. Insgesamt sind 45 Titel seiner Werke bekannt. Dazu gehören philosophische Schriften, die sich mit der Ethik und Staatstheorie beschäftigen; beispielsweise schrieb er eine Apologie des Sokrates. Des Weiteren veröffentlichte Demetrios historische und staatswissenschaftliche Werke, so einen Rechenschaftsbericht über seine zehnjährige Statthalterschaft von Athen, eine als Archontenliste titulierte Chronik Athens, in der er neben der politischen auch die Literaturgeschichte darstellte, eine historisch-antiquarische Untersuchung der athenischen Gesetzgebung, vor allem jener Solons, sowie eine Verfassungsgeschichte Athens. Auch gab er einige seiner Reden heraus sowie Sammlungen der Fabeln Äsops und von Sprüchen der Sieben Weisen. Schließlich verfasste er rhetorische und literaturwissenschaftliche Bücher, auf letzterem Gebiet etwa Studien zu Homer. Der bedeutende römische Rhetoriklehrer Quintilian bezeichnete Demetrios als letzten attischen Redner.
Das Werk „Über den Ausdruck“, das sich mit Rhetorik beschäftigt, wird Demetrios zwar gelegentlich zugeschrieben; wahrscheinlicher ist jedoch, dass es vom Sophisten Demetrios von Alexandria stammt, der zur Zeit Mark Aurels Herrschaft lebte. Die rhetorische Lehrschrift De elocutione (Περὶ ἑρμηνείας) stammt sicher nicht von ihm.

## Textausgaben und Übersetzungen
- Fritz Wehrli (Hrsg.): Demetrios von Phaleron (= Die Schule des Aristoteles. Texte und Kommentar. Heft 4). 2. Auflage, Schwabe Verlag, Basel 1968.
- William Wall Fortenbaugh, Eckart Schütrumpf: Demetrius of Phalerum. Text, Translation and Discussion. Transaction Publishers, New Brunswick 2000, ISBN 0-7658-0017-9